# Rue André-Mazet
La rue André-Mazet est une rue située dans le quartier de la Monnaie dans le 6e arrondissement de Paris.

## Situation et accès
La rue André-Mazet est desservie par les lignes 4 et 10 à la station Odéon.

## Origine du nom
Elle porte le nom du médecin André Mazet (1793-1821), mort de la fièvre jaune à Barcelone.

## Historique

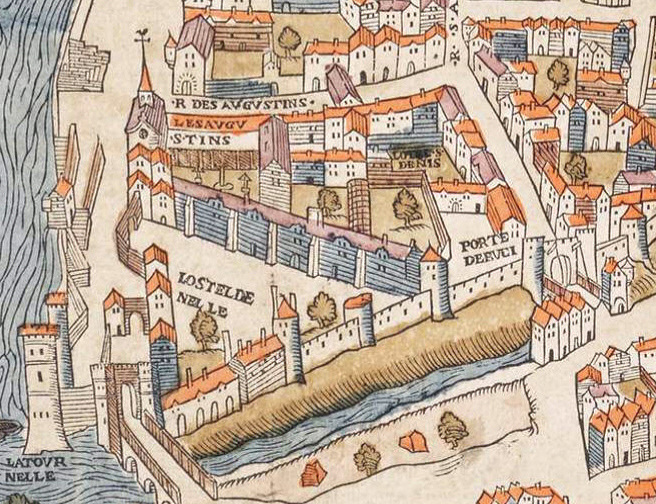
La porte de Buci sur le plan de Truschet et Hoyau (vers 1550). La rue Mazet occupe l'emplacement du chemin de ronde intérieur de l'enceinte au niveau du texte « PORTE DEBVCI ».

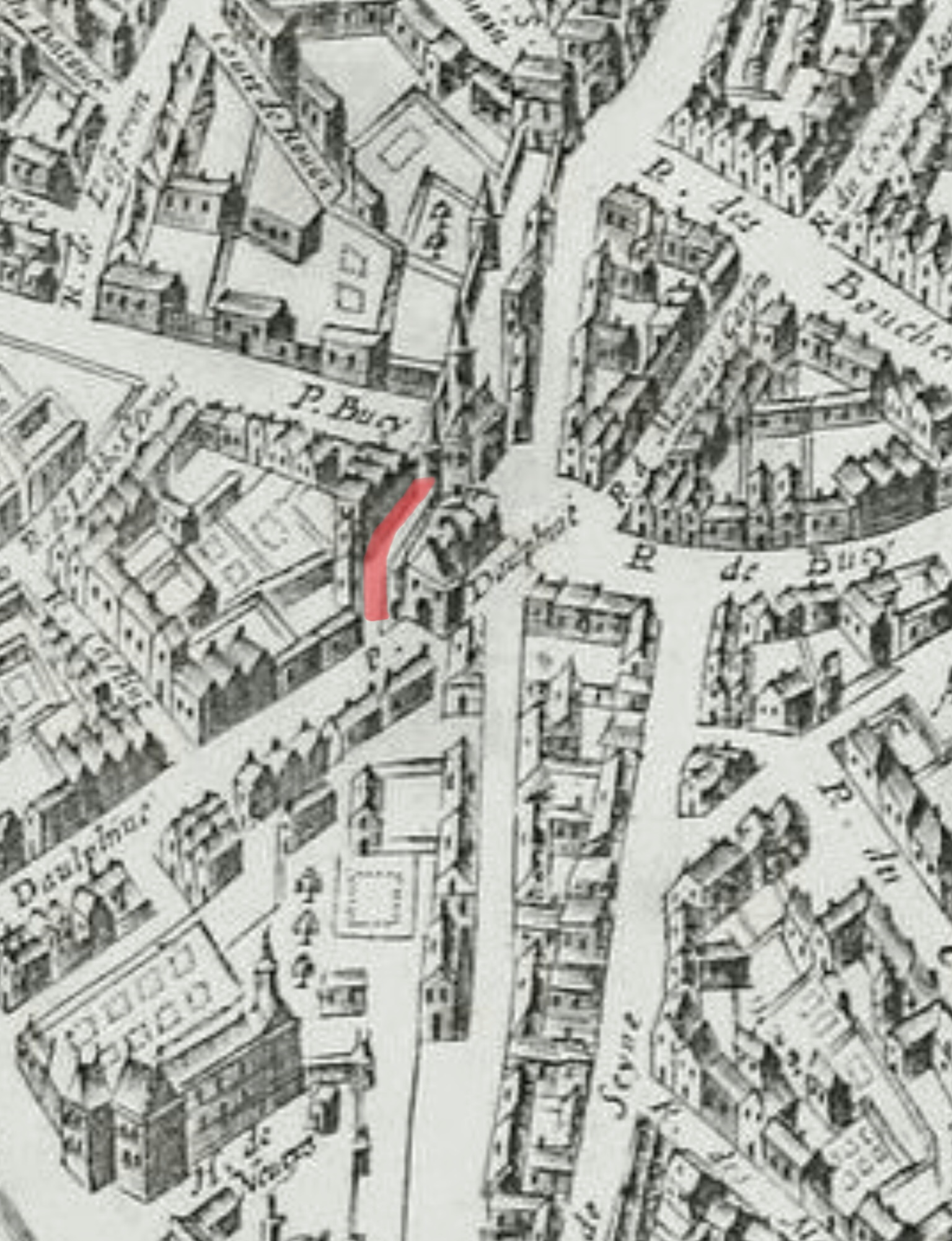
Rue Contrescarpe-Dauphine sur le plan de Boisseau (1654).

Ancienne voie de Paris, la rue Mazet correspond au tracé d'une portion du chemin de ronde intérieur de l'enceinte de Philippe Auguste.
Elle est présente sur les plans de la fin du XVIe siècle et prend les noms de « ruelle » ou « allée des Murs » en raison de la proximité de l'enceinte de Philippe Auguste, elle est citée sous le nom de « rue de Bazoche » dans un manuscrit de 1636, puis elle devient la « rue de Contrescarpe-Dauphine », de « rue de la Contrescarpe-Saint-André» et enfin celui de « rue Mazet » à partir de 1867 en hommage au médecin français André Mazet mort de la fièvre jaune à Barcelone.
Au XVIIe siècle, la rue joignait la porte de Buci à la porte Dauphine, construite à l’extrémité de la rue éponyme, qu’elle contournait.
La voie prend son nom complet (André-Mazet) en 1994.

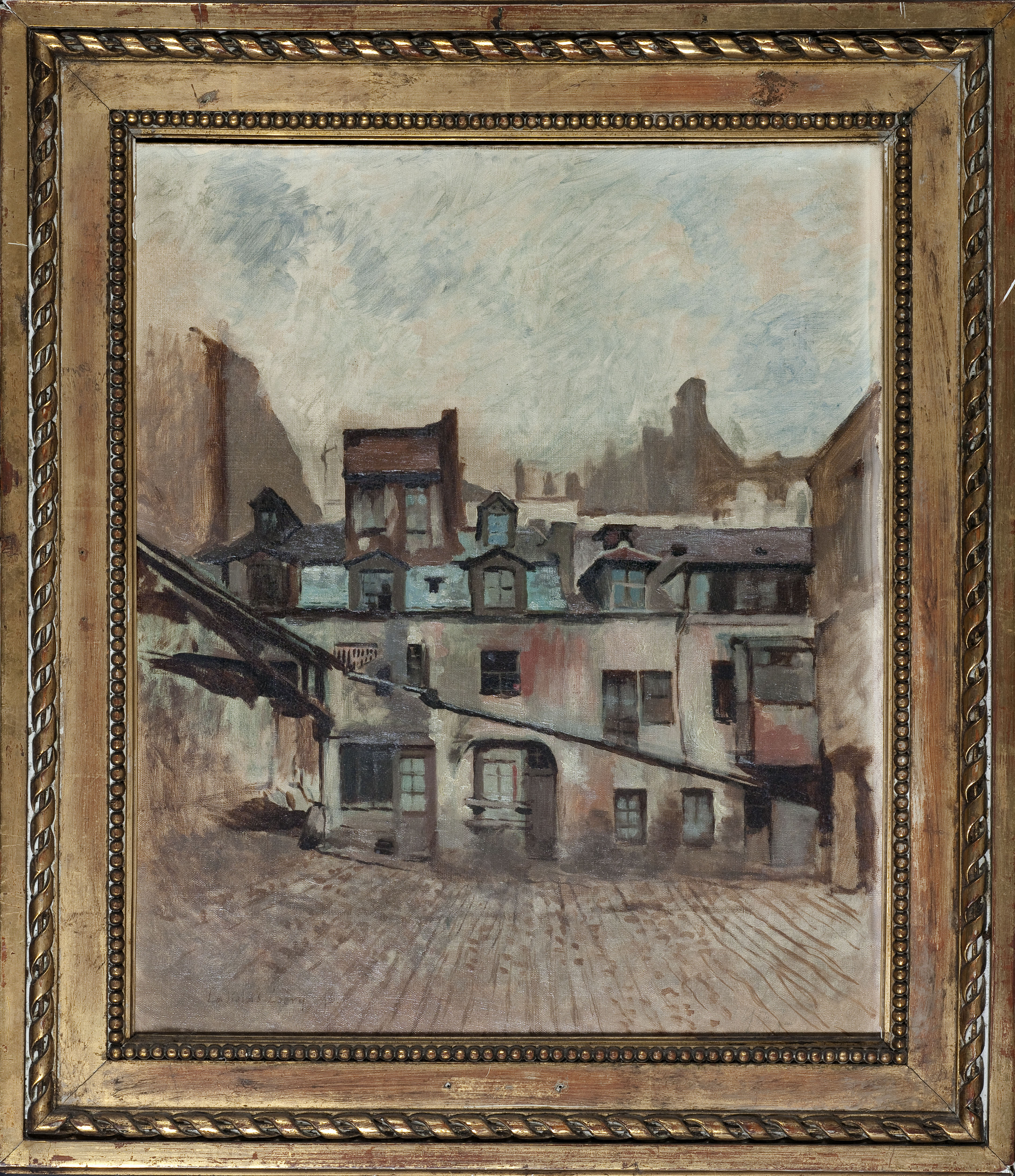
L'auberge du Cheval-Blanc fut le point de départ des diligences de 1650 à 1830.
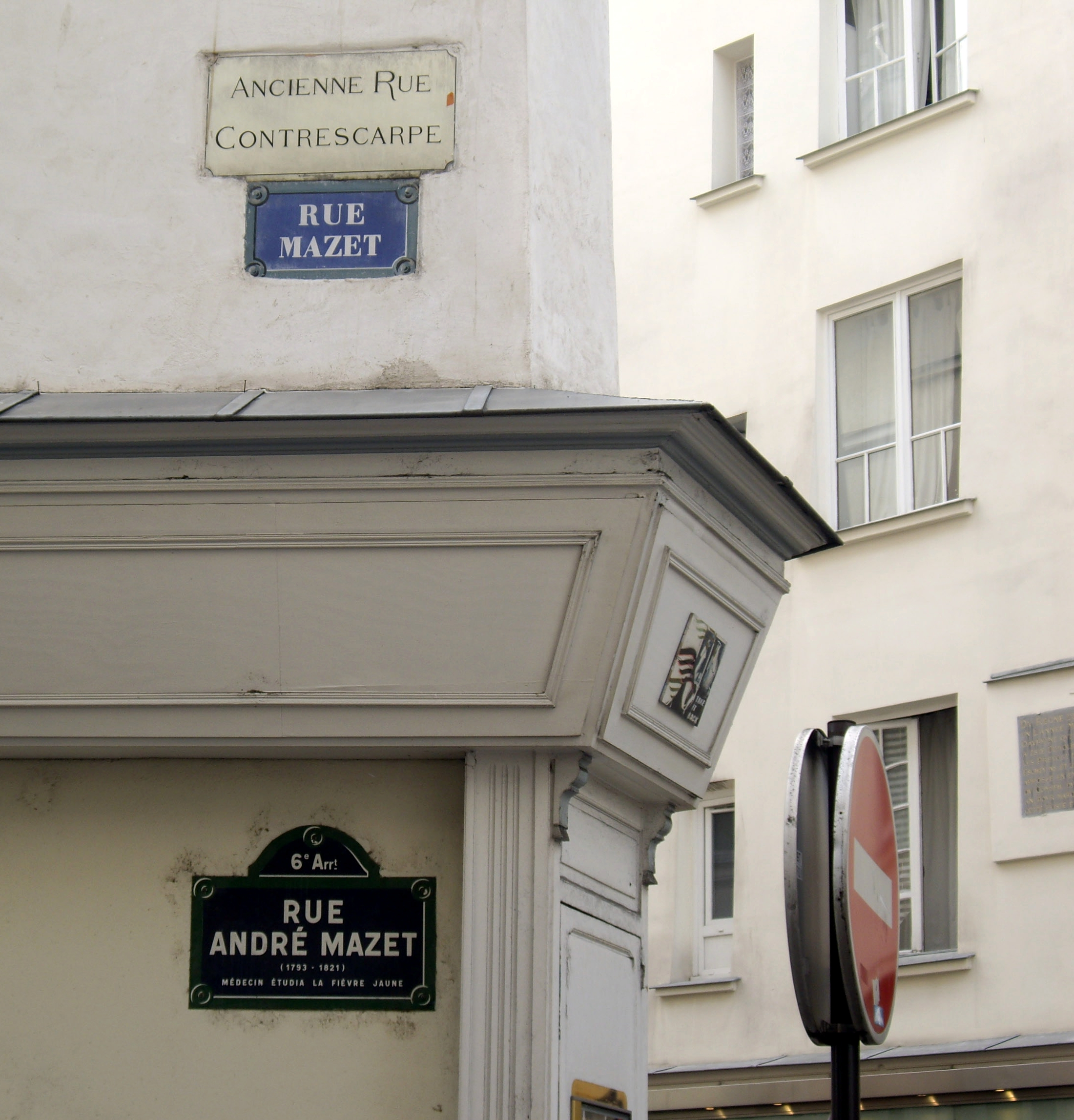
Plaques actuelle et ancienne de la rue.

## Bâtiments remarquables et lieux de mémoire
- No 3 : emplacement, de 1842 à 1894, du restaurant de Modeste Magny (1812-1879) ouvert dans l'ancien cabaret du marchand de vin Parisot. Magny en fait une des meilleures tables de la rive gauche où Sainte-Beuve a ses habitudes. Dans un cabinet particulier de ce restaurant se réunit à partir de 1862, un lundi sur deux, le cénacle littéraire et artistique institué par François Veyne, Chennevières et Sainte-Beuve et connu sous le nom de dîner Magny.
- No 5 : restaurant universitaire Le Mazet du CROUS.
  - Emplacement du café-concert des Folies-Dauphine. Créé en 1857, il était fréquenté par les étudiants, nombreux dans le quartier. Comme ceux-ci chantaient fortement, l’établissement fut surnommé « le Beuglant », terme qui est resté dans le langage pour désigner un café-concert[4].
  - Sous Louis XIV, emplacement de l'auberge du Cheval Blanc, bureau des coches et diligences pour Orléans[5].
- No 9 : ancien emplacement du restaurateur Magny, lieu de rencontre des grands écrivains et artistes du Second Empire[5].